# Kàrting
El kàrting és una disciplina de l'automobilisme que es practica amb karts en circuits anomenats kartòdroms, que tenen entre 600 i 1.700 metres de llarg, i un ample de 8 i 15 metres. Donades les seves característiques, el kart és la modalitat per excel·lència de formació de pilots: sol ser el primer automòbil en el qual debuten els aspirants a pilots de competició, a edats tan petites com els cinc anys.

## Història del kàrting

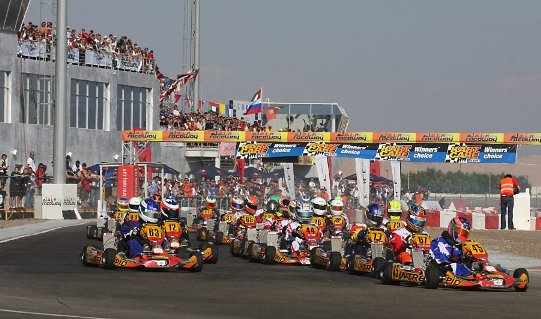
Final Mundial de Rotax a Al Ain, Unió dels Emirats Àrabs.

El kàrting neix en 1956 a Califòrnia, Estats Units.
El primer kart comercial va ser construït a l'agost de 1956 per Art Ingels a Califòrnia amb un motor d'una tallagespa de la West Bend Company (1911-2003), una companyia establida a West Bend (Wisconsin). Molt ràpid, el kàrting es va anar consolidant en altres llocs dels Estats Units i van començar les primeres competicions "salvatges". Els go-karts van anar superant aquells 50 km/h i ràpidament s'hi van incorporar moltes milloracions tècniques.
La febre pel kàrting va guanyar adeptes amb rapiditat en tot el territori dels Estats Units abans de passar l'oceà fins a Europa, puix que tres anys després del seu bateig a Califòrnia ja tenia a l'Amèrica del Nord més de 300 marques diferents que fabricaven aquest petit vehicle lúdic. També, de manera fulgurant, el kàrting esdevingué una nova disciplina esportiva de l'automobilisme, en la qual començaven a participar milers d'incondicionals.

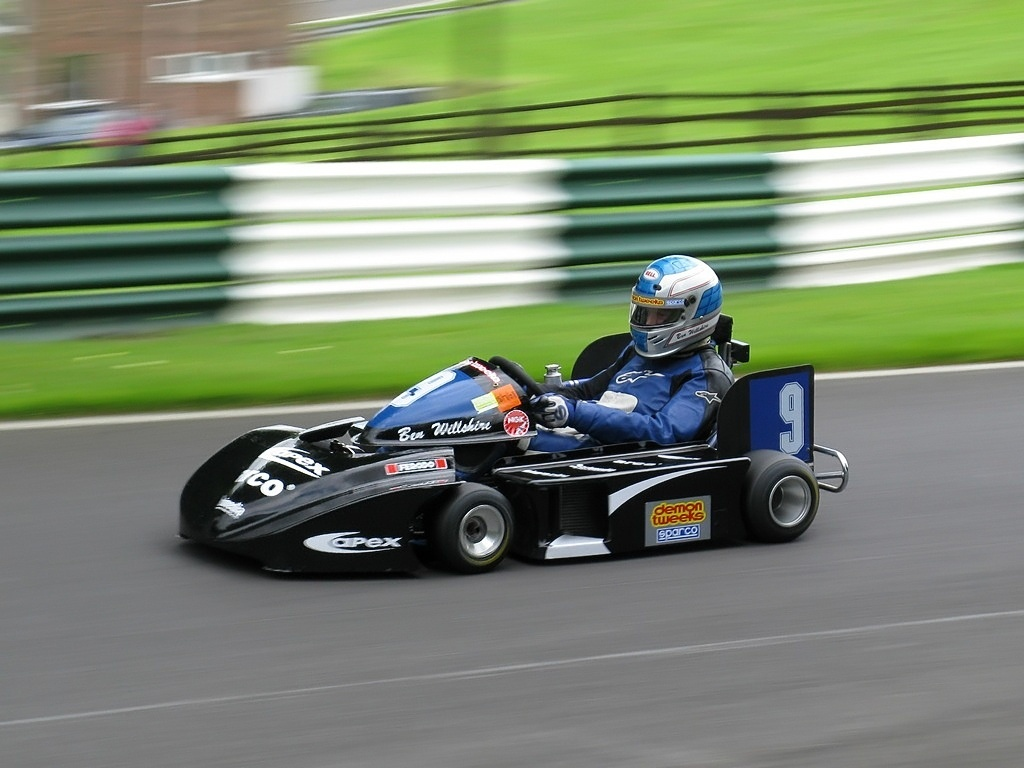
Un superkart

En els anys 1960, aquest esport es va introduir a Europa tot primer a França i Anglaterra, i es van crear nombroses federacions nacionals per tot el món. Per a aglutinar aquest procés federatiu, la Federació Internacional de l'Automòbil (FIA) va decidir de crear el 1962 la Comissió Internacional de Kàrting (CIK). Mentre que els 1970 van ser primordials per al naixement del kàrting a Espanya, per mà de Jorge Fuentes i d'altres joves apassionats. En la resta del món el kàrting es revelava com una autèntica escola per a l'esport de l'automobilisme, les virtuts formatives del qual encara s'elogien avui. Joves pilots com Ayrton Senna, Alain Prost o Riccardo Patrese, començarien així a rebre les seves classes pràctiques en les seves competicions infantils i a promoure aquesta disciplina quan van desembarcar a la Fórmula 1 en els anys 1980.
D'aquell 1956 ençà l'evolució del kàrting ha anat en constant augment, a desgrat que la reglamentació no ha canviat molt, els bucs han anat guanyant en estabilitat i frenada. Aquells primers tubs de calefacció soldats han cedit lloc a xassissos i sistemes de frens més moderns. Avui dia un kart pot atènyer velocitats superiors a 250 km/h (super kart), però amb una seguretat comparable a la d'un Fórmula 1.
Al principi, el kàrting va fer les delícies de tots els amants del bricolatge, que van poder esprémer el seu enginy creatiu, però aviat alguns constructors van començar a produir petites sèries de bucs. Si al principi els motors de tallagespa MacCulloch, amb els seus 9 CV, feien gaudir els pilots, aviat van ser desbancats per les marques Montesa, Parilla, Rotax i Comet.

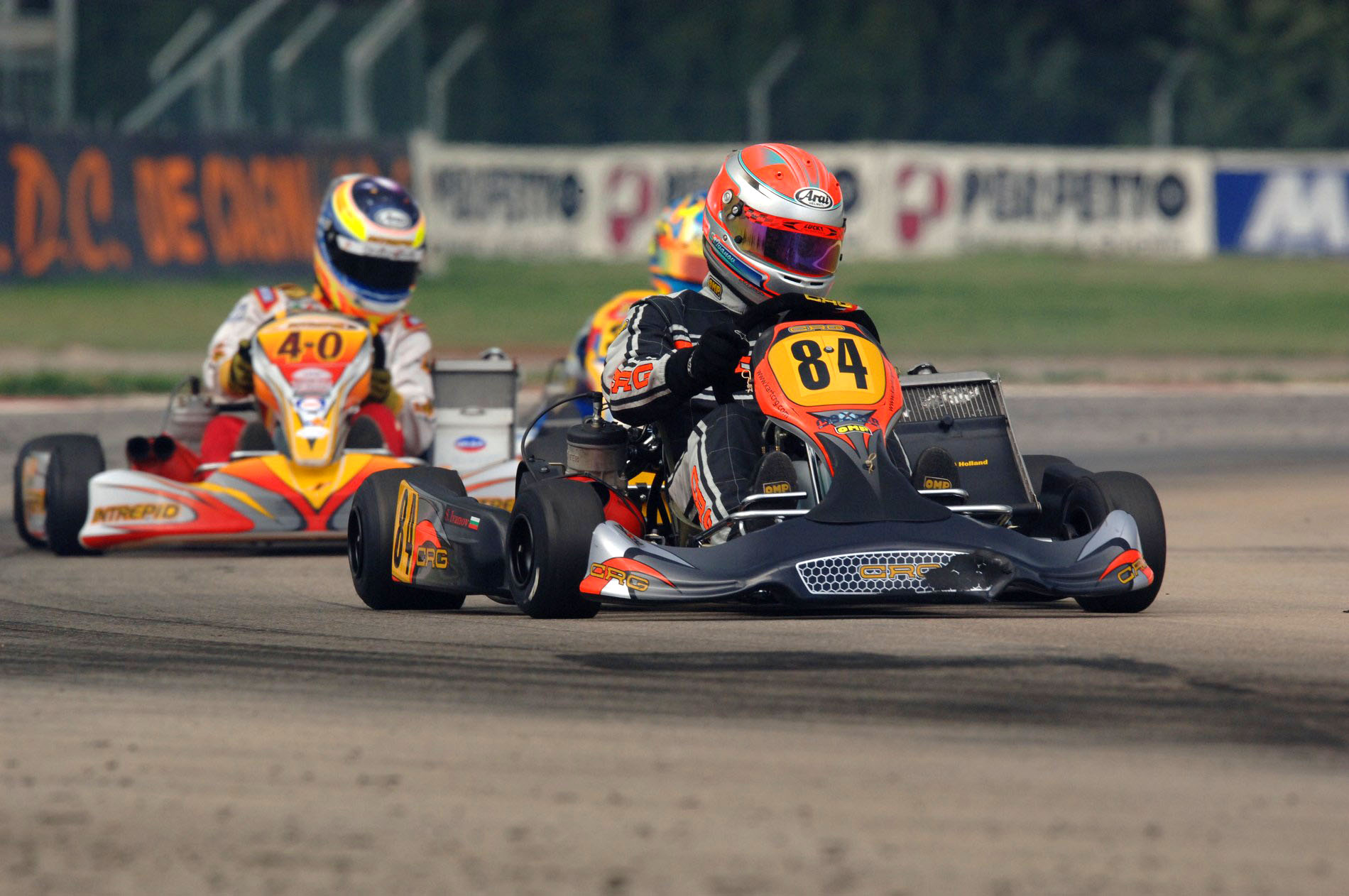
Dos participants durant una cursa de kàrting.

Els sempre entusiastes italians quan es tracta d'esports mecànics, van ser els primers a especialitzar-se en la construcció de bucs. D'aquesta manera, la casa Tecno va crear en els anys 1960 el famós model Puma, que va ser el prototip de tots els altres xassissos creats de llavors ençà. Amb més de 2000 xassissos fabricats en 1965, els germans Pederzani, creadors de Tecno, també s'encaminaven cap a l'automobilisme en les Fórmules 2 i 3, abans que els problemes econòmics paralitzessin un projecte per a la Fórmula 1. A partir d'aquesta època, els italians en van ser els reis; la gran majoria del material provenia d'aquest país, malgrat que els motors austríacs Rotax van obtenir grans successos durant diversos anys.
En 50 anys, el kàrting ha obtingut el respecte i el reconeixement com un esport complet i una escola de conducció. Pilots com Michael Schumacher, Mika Häkkinen, Kimi Räikkönen, Fernando Alonso i molts altres, van col·laborar en els seus inicis esportius perquè l'esport del kàrting fos un dels més difosos a tot el món, i, sobretot, la base més important de l'esport automobilístic actual.

## Kàrting a Espanya

### Categories de competició
Hi ha diferents categories en el kàrting de competició, però des de finals de 2006 la Comissió Internacional de Kàrting - Federació Internacional de l'Automòbil (CIK/FIA) va decretar noves categories per a tots els campionats internacionals: KF1, KF2, KF3, KZ1, KZ2 i Superkart. Aquestes són les categories o nivells superiors del kàrting internacional, que al seu torn també s'han adoptat per totes les federacions nacionals d'automobilisme del món, com és el cas de la Real Federació Espanyola d'Automobilisme.
Canvis en les categories CIK/FIA per 2007:
- KF1 substitueix a l'anterior FA (Fórmula A)
- KF2 substitueix a l'anterior ICA (Intercontinental A)
- KF3 substitueix a l'anterior ICA-Junior (ICA-J)
- KF4 és la denominada categoria "Bàsica"

En 2017 es va inserir com a canvi al motor OK, això va fer que les categories fossin:
- OK junior
- OK sènior

Aquests motors funcionen sense embragatge, per la qual cosa utilitzen molta menys electrònica i recorren a l'engegada d'embranzida.
Totes aquestes categories estan utilitzant motors de 125 cc. de 2 temps automàtics (encès electrònic), monocilíndrics, sense caixa del canvi i refrigerats per aigua o aire. Cada categoria té diverses especificacions tècniques (silenciadors, carburadors, límit de revolucions, etc.).
- KZ1 substitueix a l'anterior Super-ICC
- KZ2 substitueix a l'anterior ICC (Intercontinental C)

Aquestes dues últimes categories seguiran utilitzant els motors de 125 cc. de 2 temps, monocilíndrics, amb caixa del canvi, i refrigerats per aigua. De tal manera que no s'introdueixen modificacions importants en les seves regulacions tècniques.
En la categoria INDY s'usen propulsors de 500 cc. V4 biturbo limitats a 18.000 rpm. Caixa de canvi manual. Amb una velocitat màxima de 250 km/h, el temps en el qual un cotxe és capaç d'accelerar de 0 a 100 km/h és de 4,5 segons. Els països que inclouen aquesta categoria són Alemanya, Bèlgica, França, Gal·les, Suïssa, Suècia, Portugal i Espanya.
La INDY consta de 3 categories:
- Campionat MINI (entre 14 i 16 anys)
- Campionat ADVANCE (a partir de 17 anys)
- Campionat GOLD (a partir de 17 anys)

### Campionat d'Espanya INDI

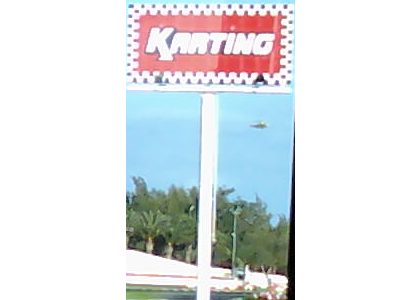
Cartell que anuncia el kàrting situat al sud de Gran Canària.

Les categories amb dret a participar són:
- Campionat MINI
- Campionat ADVANCE
- Campionat GOLD

|ELS 2 PRIMERS CLASSIFICATS EN EL CAMPIONAT NACIONAL ES CLASSIFIQUEN PER Al CAMPIONAT INTERNACIONAL|

### Campionat d'Espanya de kàrting
La Real Federació Espanyola d'Automobilisme estableix per a l'any 2008 els següents campionats, copes, trofeus
i Challenges d'Espanya de karting:
- Copa d'Espanya Aleví (entre 8 i 11 anys)
- Copa d'Espanya Cadet (entre 11 i 13 anys)
- Campionat d'Espanya KF3 (entre 13 i 15 anys)
- Campionat d'Espanya KF2 (a partir de 15 anys)
- Campionat d'Espanya KZ2 (a partir de 17 anys)

Actualment les categories en el nacional espanyol de kàrting són:
- aleví
- cadet
- X30 junior
- X30 sènior
- kz2

En 2012 la federació INDY estableix una disciplina molt més espectacular, paral·lela a la FIA (Federació Internacional de l'Automòbil), on van incloure propulsors torbo, monoplaces més potents, de menor pes i major cilindrada, la qual cosa fa d'aquesta competició un lloc molt més sol·licitat pels grans inversors del món del motor i les cases d'apostes. L'edat mínima per competir en aquesta disciplina és de 14 anys.

## Equip de seguretat per a un pilot de kàrting
Tal com tots els esports motoritzats, el kàrting necessita un cert equipament mínim perquè la seva pràctica sigui segura. L'equipament de seguretat bàsic per a un pilot és compost pels següents accessoris:
- Casc: és la peça més important de tot l'equip, puix que ajuda a protegir el cap i la cara contra possibles accidents greus. Hi ha dos tipus d'homologacions segons l'edat del pilot.

Per a pilots de menys de 15 anys:
- Snell Memorial Foundation:
- FIA CMS 2007
- FIA CMR 2007
Per a pilots de més de 15 anys:
- Snell Memorial Foundation:
- SAH2010
- SA2010
- K2010
- FIA CMS 2007
- FIA CMR 2007
- SA2005 (fins a 31-12-2018)
- K2005
- SA2000 (fins a 31-12-2014)
- K98 (fins a 31-12-2014)
- SFI Foundation Inc:
- SFI 31.1A (fins a 31-12-2018)
- SFI 31.2A (fins a 31-12-2018)
- FIA:
- 8860-2004
- 8860-2010
- British Standards Institution:
- A-type i A/FR-type BS6658-85 (fins a 31-12-2014)
La visera ajuda a isolar la cara del pilot d'elements estranys que poguessin danyar-lo quan van expedits a gran velocitat, com pot ser pols, sorra, terra, cautxú i fins parts metàl·liques.
- Sotacasc: encara que no és un accessori indispensable, es recomana el seu ús per a aportar una major comoditat i seguretat. El seu objectiu és d'absorbir la sudoració produïda en conduir durant llargs períodes, evitant que el casc es mulli i que la suor xopi la cara. Solen ser elaborats amb cotó.
- Protector de coll o collet: fabricat d'escuma i cobert en niló d'alta resistència. Ajuda a reduir la fatiga en els músculs del coll provocada per les forces de gravetat en prendre les corbes a gran velocitat, sobretot en circuits molt regirats. En general se subministren en una sola grandària normativa per a totes les categories.
- Granota: feta generalment en material ignífug i antilliscant per a evitar cremades o esgarrapades. Fabricats amb dues capes de materials, generalment antró (fibra de niló) per fora i cotó per dins. Alguns posseeixen protectors fets de kevlar en els colzes i genolls per a oferir una més gran protecció al pilot. Últimament s'utilitza un tèxtil dit "cordura" que aporta més resistència a l'abrasió.
- Guardapits protector de costelles: una altra de les peces més importants per a la protecció del pilot, després de l'ús del casc. En el kàrting, és molt comú de fer-se mal a les costelles a causa dels cops de l'esquena contra els costats del seient. Aquests continus cops ocasionen inflamacions en els cartilatges i en els nervis intercostals, la qual cosa produeix intensos dolors i possibles fissures. Al seu torn, l'objectiu del guardapits és de protegir tota la zona costal, puix que portat ben ajustat forneix una excel·lent protecció contra xocs en accidents greus.
- Guants: elaborats en material no ignífug. Ajuden a protegir les mans de possibles esgarrapades o cops, i també donen una millor adherència al volant.
- Botes fins als genolls: aquest tipus de calcer ha estat creat especialment per al kàrting. El seu objectiu és de protegir els peus i l'àrea dels turmells i talons, que en conduir són sotmesos a moviments bruscos. Les soles són més fines que en les sabates convencionals per a transmetre una més gran sensibilitat al peu del pilot. Fins i tot alguns models són fabricats en material ignífug.